# Mawlawi

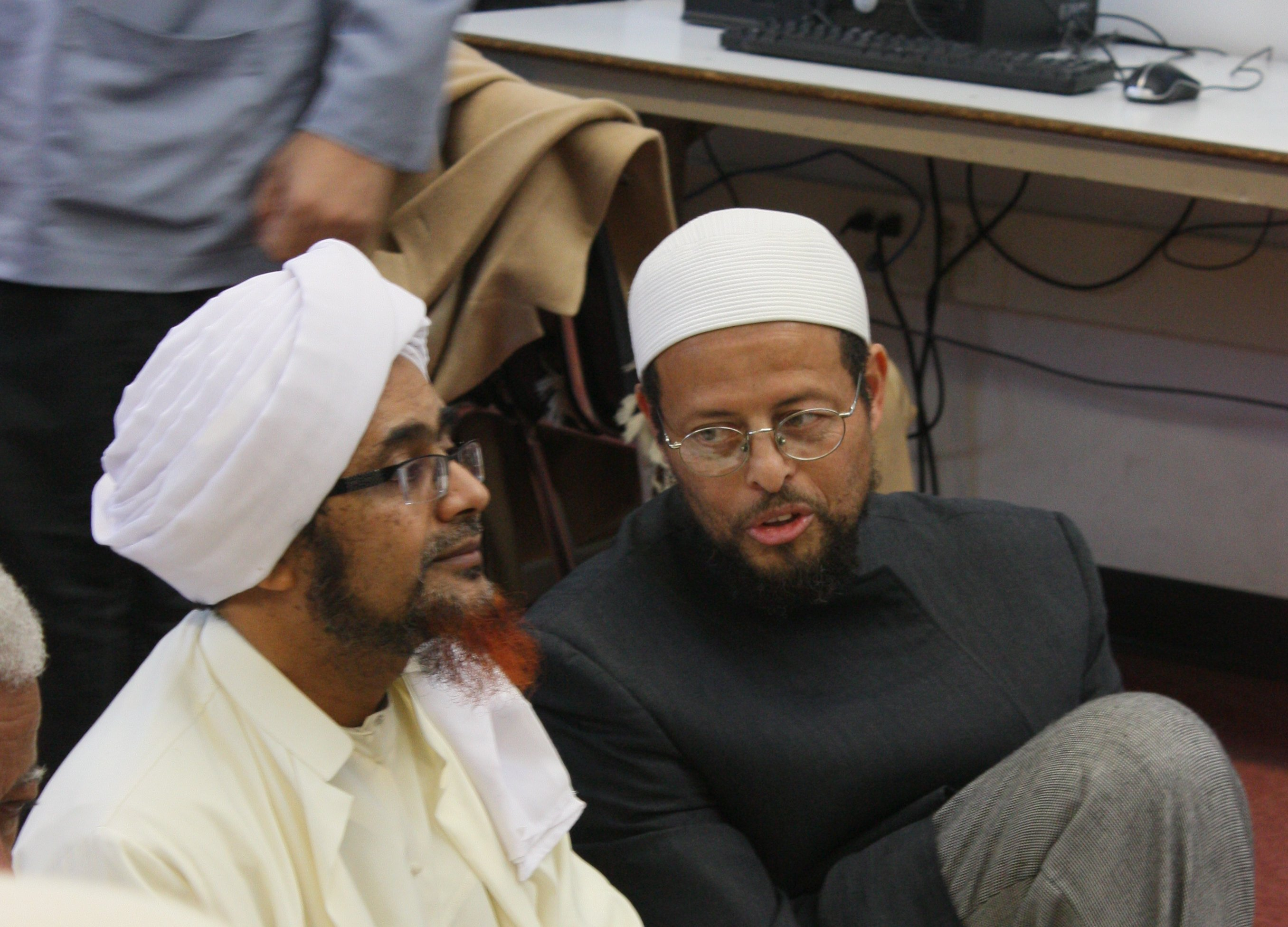
Dotti musulmani

Mawlawi  (anche: Maulvi, Mawlvi e traslitt. italiana Molvì; arabo: مولوی) è un titolo religioso onorifico islamico dato agli studiosi musulmani sunniti o ʿulamāʾ e che precede il nome, simile ai titoli Maulana, Mullah o Shaykh. Mawlawi viene usualmente assegnato ad un dotto islamico altamente qualificato. Di solito il mawlawi ha completato tutti i suoi studi presso una madrasa (in arabo مدرسة‎? - scuola islamica) o Darul Uloom (in arabo دار العلوم‎? - seminario islamico). Viene usato comunemente nell'area geografica persiana/asiatica – inclusi Iran, Afghanistan, Asia centrale, Asia meridionale, Sud-est asiatico e Africa orientale. La parola "Mawlawi/Molvì" deriva dall'arabo "Mawla", che significa "maestro" o "signore".
La confraternita mawlawi turca dei sufi (mistici musulmani) fu fondata a Konya (Qonya), Anatolia, dal poeta sufi persiano Rumi (m. 1273), il cui titolo popolare mawlana (arabo: "nostro maestro") diede il nome all'ordine. Tale ordine, propagatosi in tutta l'Anatolia, venne a controllare Konya e dintorni entro il XV secolo e nel XVII secolo apparve anche a Istanbul.

## Differenza tra i titoli Mullah e Mawlawi nell'Asia meridionale
Nel contesto del subcontinente asiatico centrale e meridionale, dove il titolo "mullah" non implica un significato formale, mawlana viene spesso usato per riferirsi a dotti religiosi musulmani in segno di rispetto, mentre mullah è utilizzato come titolo denigratorio per persone che si ritengono essere dei sobillatori piuttosto che dotte.

## Subcontinente Mawlvi
Sebbene le parole mawlvi e maulana siano intercambiabili nel subcontinente indiano quale titolo di rispetto, maulana viene più spesso associato a titolo qualificatorio formale, dopo aver completato studi presso una madrasa o darul uloom, e mawlvi è usualmente considerato un titolo generico per figure religiose.

## Bangladesh
Nel Bangladesh, nell'ambito del sistema delle madrasa Aliyah governative, il titolo mawlvi è associato anche ad un diploma formale per coloro che completano un "corso mawlvi" (basilare), "mawlvi Alim" (intermediario) o "mawlvi Fazil" (avanzato).